# Leptoiulus alemannicus
Leptoiulus alemannicus är en mångfotingart som först beskrevs av Karl Wilhelm Verhoeff 1892.  Leptoiulus alemannicus ingår i släktet Leptoiulus och familjen kejsardubbelfotingar.

## Underarter
Arten delas in i följande underarter:
- L. a. austriacus
- L. a. carinthiacus
- L. a. carynthiacus
- L. a. herbarum